# میراندا اتو
میراندا اتو (انگلیسی: Miranda Otto؛ زاده ۱۶ دسامبر ۱۹۶۷) یک بازیگر استرالیایی است. او دختر بازیگر بری اتو و خواهر ناتنی بازیگر گریسی اتو است. اتو کار بازیگری خود را در سال ۱۹۸۶ در سن ۱۸ سالگی آغاز کرد و در انواع فیلم‌های مستقل و بزرگ استودیویی در استرالیا ظاهر شد. او اولین نقش سینمایی اصلی خود را در جنگ اما (۱۹۸۷) به‌دست‌آورد که در آن نقش نوجوانی را بازی کرد که در طول جنگ جهانی دوم به بیشه‌زار استرالیا نقل مکان کرد.
اتو پس از یک دهه بازی در فیلم‌های استرالیایی، در دهه ۱۹۹۰ پس از حضور در نقش‌های مکمل فیلم‌های خط باریک سرخ و آنچه در زیر است مورد توجه هالیوود قرار گرفت. او در اوایل دهه ۲۰۰۰ با بازی در نقش ائووین در مجموعه فیلم ارباب حلقه‌ها اثر پیتر جکسون به شهرت رسید.

## زندگی شخصی
اتو در ۱۶ دسامبر ۱۹۶۷ در بریزبن به دنیا آمد و در آنجا و در نیوکاسل، نیو ساوت ولز بزرگ شد. او پس از طلاق والدینش در سن شش سالگی برای مدت کوتاهی در هنگ کنگ زندگی کرد. او آخر هفته‌ها و تعطیلات را با پدرش در سیدنی می‌گذراند و از طریق او به بازیگری علاقه‌مند شد.
اتو و دوستانش در دوران کودکی خود فیلمنامه می‌نوشتند و در اوقات فراغت خود لباس و بروشور طراحی می‌کردند. او در چندین نمایش در تئاتر نیمرود ظاهر شد که توجه فیث مارتین، کارگردان انتخاب بازیگر را به خود جلب کرد. پس از آن، اتو در سال ۱۹۸۶ در درام راجع به جنگ جهانی دوم، جنگ اما، نقشی را دریافت کرد.
او می‌خواست رقصنده باله شود اما به دلیل کژپشتی مجبور به کنار گذاشتن این هدف شد. اتو در سال ۱۹۹۰ از مؤسسه ملی هنرهای دراماتیک سیدنی فارغ‌التحصیل شد. قبل از فارغ‌التحصیلی، او در نقش‌های سینمایی جزئی از جمله پاگشایی (۱۹۸۷) و طبقه سیزدهم (۱۹۸۸) ظاهر شد.
در ۱ ژانویه ۲۰۰۳، او با بازیگر پیتر اوبرایان، پس از ملاقات این دو در حین اجرای در خانه عروسک، ازدواج کرد. اتو و اوبرایان یک دختر دارند. پس از تولد دخترش، اتو کار خود را محدود کرد تا زمان بیشتری را کنار خانواده خود در استرالیا بگذراند.